# Campionat d'Espanya de trial 2010
La temporada de 2010 del Campionat d'Espanya de trial fou la 43a edició d'aquest campionat, organitzat per la Reial Federació Motociclista Espanyola. El calendari oficial constava de 5 proves puntuables, celebrades entre el 28 de febrer i el 21 de novembre. 3 de les proves programades es disputaren als Països Catalans: Castellolí (28 de febrer), Eivissa (11 d'abril) i Cal Rosal (21 de novembre).

## Classificació final
Font:
| Posició | Pilot            | Motocicleta | Punts |
| ------- | ---------------- | ----------- | ----- |
| 1       | Adam Raga        | Gas Gas     | 92    |
| 2       | Toni Bou         | Montesa     | 91    |
| 3       | Jeroni Fajardo   | Beta        | 73    |
| 4       | Albert Cabestany | Sherco      | 69    |
| 5       | Dani Oliveras    | Sherco      | 47    |
| 6       | Alfredo Gómez    | Montesa     | 45    |
| 7       | Francesc Moret   | Montesa     | 39    |
| 8       | Pol Tarrés       | Gas Gas     | 39    |
| 9       | Pere Borrellas   | Gas Gas     | 36    |
| 10      | Ivan Peydró      | Beta        | 24    |

## Categories inferiors
| Categoria     | Guanyador     | Motocicleta |
| ------------- | ------------- | ----------- |
| TR2           | Pol Tarrés    | Gas Gas     |
| TR3           | David Darnes  | Gas Gas     |
| TR3 +35       | Ibon Zorrilla | Gas Gas     |
| Júnior        | Jorge Casales | Gas Gas     |
| Cadets        | Jaime Busto   | Gas Gas     |
| Juvenil 125cc | Arnau Farré   | Gas Gas     |
| Juvenil 80cc  | Venanci Vidal | Gas Gas     |